# 鵜崎庚午郎
鵜崎 庚午郎（うざき こうごろう、明治3年3月17日（1870年4月17日） - 昭和5年（1930年）4月3日）は、明治時代から昭和時代初期の日本の牧師である。

## 人物・来歴
1870年に播磨国飾磨郡姫路町元町（現・兵庫県姫路市）に、旧姫路藩士で漢学者の鵜崎久平の子として生まれる。1887年、アメリカ南メソヂスト監督教会宣教師のウォルター・R・ランバスから洗礼をうける。献身して関西学院に入学してJ.C.C.ニュートン宣教師に育てられる。メソジストの神戸・広島・大阪・京都で伝道をする。日本人で初めて日本メソジスト監督教会の監督に就任する。
第三高等学校教授、関西学院教授になり、1912年に日本メソジスト教会機関誌『護教』主筆。1914年には鎮西学院の院長に就任して。1920年に日本メソジスト教会の第3代監督となった。1930年に死去するまで監督を務めた。
1930年4月3日、脳溢血で死去、享年61。墓所は青山霊園。

## 著書
- 『藍巴斯先生略伝』吉岡美国、1893年5月。NDLJP:825304。
- 『弟山遺文 故鵜崎庚午郎博士遺稿集』日本メソヂスト教会事務所、1933年9月。NDLJP:1212570。